# رضوانشهر (تیران و کرون)
رضوانشهر شهری از توابع  بخش مرکزی شهرستان تیران و کرون در استان اصفهان است.
این شهر در ابتدای جاده تیران-سامان قرار گرفته و از به هم پیوستن دو روستا شامل سه محله بنام های اران و محله میان و محله پایین (اسفیدواجان) به وجود آمده است و قلعه‌ای قدیمی هم در محله میان وجود دارد که قدمت آن به چند صد سال پیش برمی‌گردد و معروف است به قلعه افشاری‌ها باغات انگور زیاد و پرثمره‌ای هم در این شهر وجود دارد. صنعت سنگ در این منطقه جایگاه ویژه‌ای دارد و بسیاری از ساکنان آن به حرفه تولید سنگ‌های تزئینی و ساختمانی اشتغال دارند و شهرک صنعتی تخصصی در این منطقه فعال است که در سال ۹۸ برترین شهرک صنعتی ایران شناخته شده‌است.

## مختصات جغرافیایی
از آن جا که در کتاب‌ها و نقشه‌ها روستاهای این شهر به تفکیک آمده‌اند؛ برای دانستن طول و عرض جغرافیایی این شهر، طول و عرض جغرافیایی دو روستای اران و اسفیدواجان در زیر می‌آید.

اسفیدواجان - طول جغرافیایی ۵۱ درجه و ۰۶ دقیقه شمالی - عرض جغرافیایی ۳۲ درجه و ۴۲ دقیقه عرض شرقی - ارتفاع از سطح دریا ۱۸۸۰ متر
اران - طول جغرافیایی ۵۱ درجه و ۰۵ دقیقه شمالی - عرض جغرافیایی ۳۲ درجه و ۴۴ دقیقه عرض شرقی

## تاریخ
رضوان‌شهر شهری است در بخش مرکزی شهرستان تیران و کرون استان اصفهان ایران.
این شهر در ابتدای جاده تیران-شهرکرد قرار گرفته و مرکز دهستان رضوانیه است و از پیوستن روستاهای اسفیدواجان (شامل محله های میان و پایین) و اران بوجود آمده است. در دهه ۷۰ با نظر شورای شهر و امام جمعه وقت نام این سه محل به رضوانشهر تغییر نام داد.
رضوانشهر در دوران دفاع مقدس فعالیت چشم‌گیری داشته است و بسیاری از جوانان و مردم این شهر در هشت سال جنگ تحمیلی شهدای گرانقدری تقدیم کشور کرده‌اند.

## کتاب‌های مرتبط
دربارهٔ رضوانشهر تاکنون دو کتاب نوشته شده:
- روضه رضوان / نوشته حسن محمدی / اصفهان: نشر ستارگان درخشان / ۱۳۹۲ . (این کتاب مجموعه‌ای از زندگی‌نامه، وصیت‌نامه و خاطرات شهدای عزیز و سرافراز جنگ تحمیلی رضوانشهر را در بر دارد)
- اران‌نامه / نوشته اسدالله محمدی ارانی / تهران: ورای دانش / بهار ۱۳۹۰. (این کتاب نگاهی اجمالی به شرایط جغرافیایی، اقتصادی، فرهنگی و اقلیمی زمان‌های قدیم رضوانشهر دارد)
- با کاروان تعزیه (نگاهی به تاریخ تعزیه در رضوانشهر) / نوشته منصور افشاری اسفیدواجانی / اصفهان: یکتا / زمستان ۱۳۸۳. (این کتاب به بررسی تعزیه در رضوانشهر می‌پردازد)

## مکان‌های مذهبی و دیدنی
- مسجد جامع رضوانشهر - در منطقهٔ ۱ (محله پایین اسفیدواجان).
- امامزاده حسین بن عدنان بن موسی بن جعفر (نامی به شازده حسین) - در منطقهٔ ۲ (محله میان اسفیدواجان).
- مسجد باقر‌العلوم (به گفتهٔ اهالی ۲۵۰ سال قدمت دارد) - در منطقهٔ ۲ (محله میان اسفیدواجان).
- مسجد امام حسین محله قلعه (قدیمی‌ترین محله شهر)
- مسجد رضوانشهر واقع در محله میان اسفیدواجان
- مسجد جامع اران (بنا شده در سال ۱۳۱۷ قمری) - در منطقهٔ ۳ (اران).
- مسجد صاحب الزمان - در منطقهٔ ۳ (اران) محلهٔ حسرت آباد است.
- مسجد الزهرا - در منطقهٔ ۳ (اران).
- مصلی نماز جمعه.
- کتابخانه عمومی حجت الاسلام سیدمحمود مطلبی در منطقهٔ ۲ (محله میان اسفیدواجان).
- از دیگر مکان‌های قدیمی، می‌توان به قلعه رضاخان اشاره کرد که در جاده تیران-شهرکرد در سه راهی رضوانشهر واقع شده‌است. این قلعه با اینکه مالکیت خصوصی دارد، جزو مکان‌های میراث فرهنگی به ثبت رسیده‌است.
- برج و باروی قلعهٔ افشاری‌ها که بر اساس سنگ مقبره‌های یافته شده قدمت بیش از ۴۰۰ سال دارد. (متأسفانه این قلعه به دلیل گذر زمان به حالت نیمه مخروبه درآمده است)
- خانهٔ افشاری‌ها مربوط به دورهٔ قاجاریه که در ادارهٔ آثار باستانی اصفهان شهرستان تیران و کرون به ثبت رسیده‌است.